# 拟禾叶蕨
拟禾叶蕨（学名：Grammitis jagoriana）为禾叶蕨科禾叶蕨属下的一个种。

## 扩展阅读
- 維基物種上的相關：拟禾叶蕨